# Sistemas terminológicos de parentesco
Sistemas terminológicos de parentesco son conjuntos de palabras empleadas en idiomas y culturas específicos para describir o denominar las relaciones específicas entre parientes. Las sociedades en distintas partes del mundo emplean más o menos los mismos patrones terminológicos de parentesco. En algunas ocasiones los sistemas son traducibles de un idioma a otro, aunque las connotaciones pueden variar entre idioma e idioma. Sin embargo, la regla general es que la traducción generalmente no puede hacerse de palabra a palabra, especialmente en aquellos casos en que las sociedades emplean sistemas terminológicos de diferentes características. 

## Perspectiva histórica
El antropólogo estadounidense Lewis Henry Morgan (1818-1881) elaboró la primera propuesta clasificatoria de los sistemas terminológicos de parentesco, basado en las características de varias muestras recogidas por muchas personas alrededor del mundo. Aunque en la actualidad una buena parte del trabajo de Morgan es considerado por la antropología como superado, su trabajo sobre el parentesco sigue vigente en buena parte. Morgan argumentaba que los términos de parentesco en lenguas diferentes reflejaban varios conjuntos de distinciones sociales. Por ejemplo, todos los sistemas distinguen el sexo de algunos de los miembros de la parentela de una persona; y también está bastante generalizada la relación entre generaciones. Además, existen distinciones entre parientes afines y consanguíneos, aun cuando en fechas recientes algunos antropólogos han propuesto que algunas sociedades definen el parentesco con base en criterios diferentes de la sangre. 
Morgan también apuntaba que diferentes lenguajes -y por lo tanto, diferentes sociedades- organizan las distinciones de modo diferente. Propuso denominar los sistemas terminológicos de parentesco como clasificatorios y descriptivos. Los primeros refieren a múltiples tipos de relaciones, los segundos, a uno solo. Por ejemplo, en la sociedad inglesa, el término brother (hermano) sirve para denominar una relación única entre Ego y su hermano masculino, y no otra. Por lo tanto, en la sociedad inglesa cumple la función de término descriptivo, según la definición de Morgan. Pero mientras que en algunas sociedades existen diferentes términos para describir a los hijos primogénitos de los hermanos de los padres de ego, en la mayor parte de los sistemas terminológicos occidentales (incluidos el de la lengua española), solo existe una palabra para denominar a todos los que en español llamamos primos, independientemente de si son primogénitos o no, o si son hijos del hermano del padre. Por lo tanto, la palabra primo cumple una función clasificatoria en las sociedades de habla hispana.
Otro de los méritos de Morgan consiste en que advirtió que los términos que en una sociedad juegan un papel clasificatorio en el sistema de parentesco, pueden ser descriptivos en otra, y viceversa. Por ejemplo, algunas sociedades se pueden referir a muchas personas como madre (la progenitora de ego y sus hermanos). Además, no todas las sociedades describen las mismas relaciones de parentesco. Por ejemplo, alguna lenguas carecen de un término equivalente al español prima, puesto que poseen términos distintos para definir a las hijas de los tíos por parte de la madre y por parte del padre. 

### Tipología de Georges Murdock
Con base en estas observaciones, Murdock identificó seis patrones básicos de parentesco: 
- Sistema hawaiano. Según Morgan, el más clasificatorio. Solo distingue entre sexos y generaciones.
- Sistema sudanés. El más descriptivo. No existen dos parientes que sean denominados con el mismo término.
- Sistema esquimal. Posee términos clasificatorios y descriptivos. Establece distinciones entre generaciones y sexos, y también distingue entre descendientes directos[3] y colaterales.[4] Corresponde al sistema de parentesco en regiones hispanohablantes.
- Sistema iroqués: También poseen términos clasificatorios y descriptivos, como los esquimales. Además de distinguir sexo y generación, los sistemas iroqueses distinguen entre sibs de diferente sexo en la generación del padre. Los sibs del mismo sexo que uno de los progenitores forman parte de la familia consanguínea de ego, pero los de sexo distinto solo forman parte de la familia por afinidad. Por ello, en estos sistemas, ego llama a la hermana de su madre madre; y al hermano de su padre, padre; así como a los hijos de ambos, hermanos. En contraste, para referirse al hermano de su madre emplea un término parecido a nuestro español suegro. De esto resulta un matrimonio preferencial entre primos cruzados y una prohibión del matrimonio entre primos paralelos o "hermanos".
- Sistema crow: Similar al iroqués, pero distingue entre el matrilinaje y el patrilinaje. Los parientes por parte de la madre tienen una mayor cantidad de términos descriptivos, en tanto que en el lado del padre, predominan los términos clasificatorios. Por ejemplo, en este tipo de sistemas de parentesco, ego llama padre a su progenitor masculino, a los hermanos masculinos de su padre y a los hijos masculinos de las hermanas de su padre.
- Sistema omaha: Son sistemas que reflejan el mismo tipo de relaciones definidas por los sistemas crow. Pero mientras éstos son propios de sociedades matrilineales, los sistemas omaha se presentan en sociedades patrilineales. Por ello, los términos clasificatorios son predominantes en el lado materno de la parentela, y los descriptivos, en el lado paterno.

### Descubrimiento del tipo dravídico
En 1953, Louis Dumont describió la terminología de parentesco dravídica.
En 1964, Floyd Lounsbury presentó definitivamente al dravídico como un séptimo sistema de parentesco.
La terminología dravídica había sido confundida con la iroquesa, porque ambos sistemas distinguen a los primos paralelos como consanguíneos y a los primos cruzados como afines. Pero para la terminología dravídica, los hijos de un primo cruzado de sexo opuesto son consanguíneos, siguiendo la intuición según la cual si los padres pueden ser pareja, sus hijos no; en cambio los hijos de un primo cruzado del mismo sexo son afines y por tanto parejas potenciales.

## Edad relativa
Algunas lenguas como el idioma chino, el guaraní, el japonés, el muisca, y el húngaro establecen la diferencia de edades como criterio en sus sistemas terminológicos de parentesco. En ellos existen términos distintos para llamar al hermano mayor y al hermano menor.

## Abreviaturas para las terminologías de parentesco
Para la abreviación de términos de parentesco, los antropólogos utilizan siglas en inglés. Por ejemplo: "my father's brother's daughter".
Los antropólogos utilizan términos sencillos para describir relaciones complejas. Las relaciones básicas son las siguientes:  
- F = Padre (Father)
- M = Madre (Mother)
- B = Hermano (Brother)
- Z = Hermana (Sister)
- Ch = Hijos (Children)
- S = Hijo (Son)
- D = Hija (Daughter)
- H = Esposo (Husband)
- W = Esposa (Wife)

Mediante estas relaciones es posible describir cualquier relación de parentesco. Siguiendo esta lógica, un abuelo paterno será un FF; una tía materna será una MZ; un cuñado será un WB; y así sucesivamente.